# Diocesi di Rubiataba-Mozarlândia

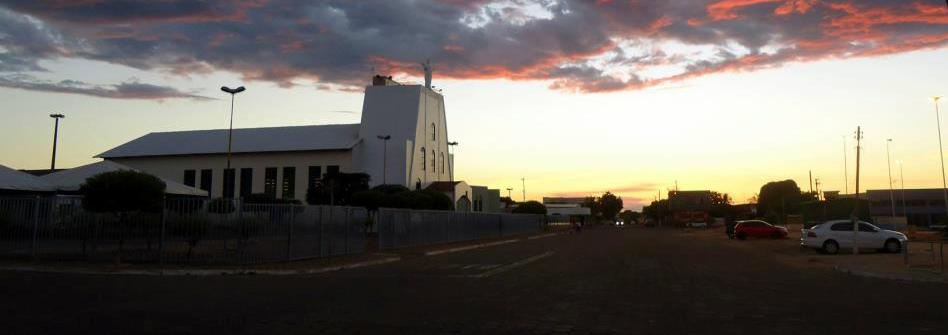
La concattedrale di Nostra Signora del Perpetuo Soccorso di Mozarlândia.

La diocesi di Rubiataba-Mozarlândia (in latino Dioecesis Rubiatabensis-Mozarlandensis) è una sede della Chiesa cattolica in Brasile suffraganea dell'arcidiocesi di Goiânia. Nel 2023 contava 80.285 battezzati su 113.899 abitanti. La sede è vacante.

## Territorio
La diocesi comprende 12 comuni nella parte occidentale dello stato brasiliano di Goiás: Araguapaz, Aruanã, Crixás, Faina, Matrinchã, Morro Agudo de Goiás, Mozarlândia, Mundo Novo, Nova América, Nova Crixás, Rubiataba e Uirapuru.
Sede vescovile è la città di Rubiataba, dove si trova la cattedrale di Nostra Signora della Gloria. A Mozarlândia sorge la concattedrale di Nostra Signora del Perpetuo Soccorso.
Il territorio si estende su una superficie di 26.697 km² ed è suddiviso in 15 parrocchie.

## Storia
La prelatura territoriale di Rubiataba fu eretta l'11 ottobre 1966 con la bolla De animarum utilitate di papa Paolo VI, ricavandone il territorio dalle diocesi di Goiás e di Uruaçu.
Il 18 aprile 1979 con il decreto Cum urbs della Congregazione per i Vescovi la chiesa di Nostra Signora del Perpetuo Soccorso di Mozarlândia fu elevata al rango di concattedrale e la sede assunse il nome di prelatura territoriale di Rubiataba-Mozarlândia.
Il 16 ottobre dello stesso anno la prelatura territoriale è stata elevata a diocesi con la bolla Cum prelaturae di papa Giovanni Paolo II.
Nel 2010 il vescovo Adair José Guimarães ha posto la sua residenza e gli uffici della curia diocesana a Mozarlândia.

## Cronotassi dei vescovi
Si omettono i periodi di sede vacante non superiori ai 2 anni o non storicamente accertati.
- Juvenal Roriz, C.SS.R. † (27 ottobre 1966 - 5 maggio 1978 nominato arcivescovo di Juiz de Fora)
- José Carlos de Oliveira, C.SS.R. (14 settembre 1979 - 27 febbraio 2008 ritirato)
- Adair José Guimarães (27 febbraio 2008 - 27 febbraio 2019 nominato vescovo di Formosa)
- Francisco Agamenilton Damascena (23 settembre 2020 - 28 maggio 2025 nominato vescovo di Luziânia)

## Statistiche
La diocesi nel 2023 su una popolazione di 113.899 persone contava 80.285 battezzati, corrispondenti al 70,5% del totale.
| anno | popolazione | popolazione | popolazione | presbiteri | presbiteri | presbiteri | presbiteri                | diaconi | religiosi | religiosi | parrocchie |
| anno | battezzati  | totale      | %           | numero     | secolari   | regolari   | battezzati per presbitero | diaconi | uomini    | donne     | parrocchie |
| ---- | ----------- | ----------- | ----------- | ---------- | ---------- | ---------- | ------------------------- | ------- | --------- | --------- | ---------- |
| 1966 | ?           | 100.000     | ?           | 8          | 2          | 6          | ?                         |         |           |           | 3          |
| 1968 | 185.000     | 190.000     | 97,4        | 4          |            | 4          | 46.250                    | 1       | 8         | 16        | 2          |
| 1976 | 175.000     | 197.000     | 88,8        | 12         | 3          | 9          | 14.583                    |         | 20        | 34        | 12         |
| 1980 | 90.600      | 102.000     | 88,8        | 14         | 3          | 11         | 6.471                     |         | 20        | 36        | 19         |
| 1990 | 91.000      | 97.000      | 93,8        | 13         | 6          | 7          | 7.000                     | 1       | 14        | 34        | 12         |
| 1999 | 92.000      | 102.200     | 90,0        | 26         | 20         | 6          | 3.538                     |         | 22        | 26        | 13         |
| 2000 | 91.000      | 102.200     | 89,0        | 15         | 11         | 4          | 6.066                     |         | 7         | 18        | 15         |
| 2001 | 90.000      | 94.910      | 94,8        | 13         | 12         | 1          | 6.923                     |         | 2         | 19        | 13         |
| 2002 | 90.000      | 94.910      | 94,8        | 16         | 15         | 1          | 5.625                     |         | 3         | 19        | 13         |
| 2003 | 74.835      | 95.550      | 78,3        | 15         | 13         | 2          | 4.989                     |         | 4         | 14        | 14         |
| 2004 | 84.835      | 105.550     | 80,4        | 15         | 13         | 2          | 5.655                     | 1       | 4         | 14        | 14         |
| 2010 | 90.500      | 122.350     | 74,0        | 16         | 14         | 2          | 5.656                     |         | 2         | 16        | 14         |
| 2014 | 94.400      | 127.900     | 73,8        | 16         | 14         | 2          | 5.900                     |         | 2         | 16        | 13         |
| 2017 | 96.830      | 131.220     | 73,8        | 20         | 19         | 1          | 4.841                     |         | 1         | 11        | 15         |
| 2020 | 80.421      | 119.641     | 67,2        | 22         | 21         | 1          | 3.655                     |         | 1         | 12        | 15         |
| 2022 | 80.493      | 103.616     | 77,7        | 18         | 18         |            | 4.471                     |         |           | 9         | 15         |
| 2023 | 80.285      | 113.899     | 70,5        | 20         | 20         |            | 4.014                     |         |           | 11        | 15         |